# El Carmen (ort i Mexiko, Tabasco, Jalpa de Méndez, lat 18,22, long -93,10)
El Carmen är en ort i Mexiko.   Den ligger i kommunen Jalpa de Méndez och delstaten Tabasco, i den sydöstra delen av landet, 600 km öster om huvudstaden Mexico City. El Carmen ligger 7 meter över havet och antalet invånare är 150.
Terrängen runt El Carmen är mycket platt. Runt El Carmen är det ganska tätbefolkat, med 166 invånare per kvadratkilometer. Närmaste större samhälle är Comalcalco, 14,4 km väster om El Carmen. Trakten runt El Carmen består till största delen av jordbruksmark.